# Sharqi-Dynastie
Die auch als ‚Könige des Ostens‘ bezeichneten Sultane der Sharqi-Dynastie (arabisch الشرق, DMG aš-šarq ‚der Osten‘) regierten das unabhängige Sultanat von Jaunpur in den Jahren 1394 bis 1479. In dieser Zeit erlebte die Stadt Jaunpur eine Blütezeit im Bildungswesen und in der Kultur.

## Herrscher

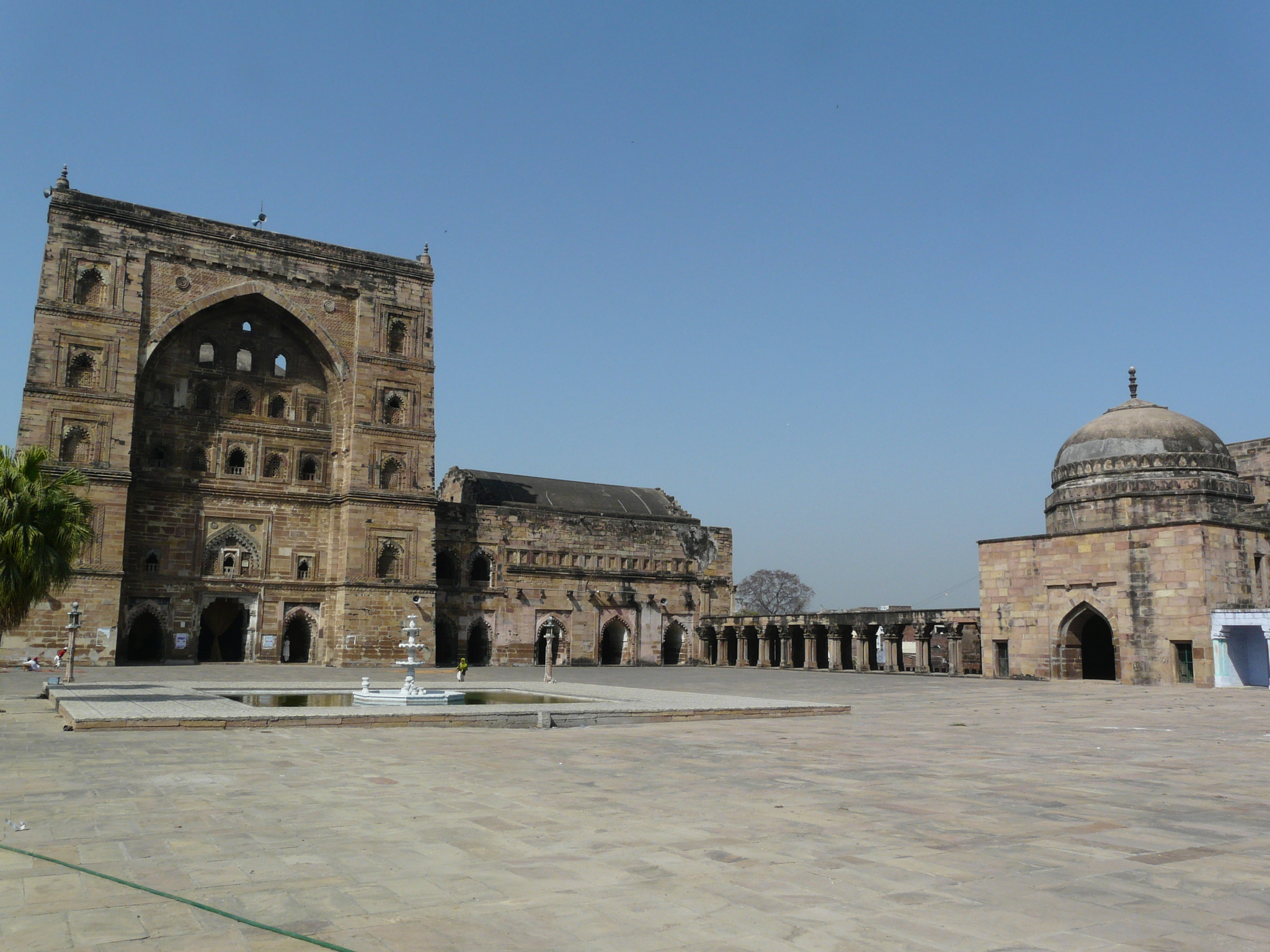
Freitagsmoschee (Jama Masjid), Jaunpur

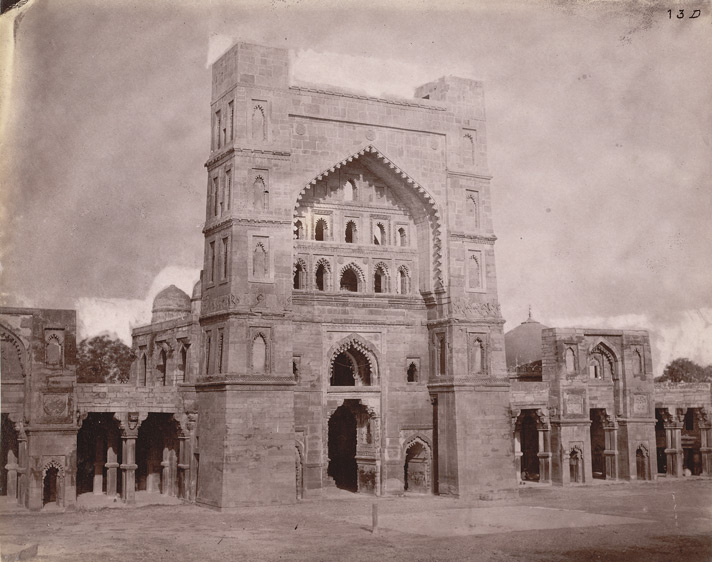
Atala-Moschee, Jaunpur (Foto um 1870)

| Herrschername(n)                                                       | Name           | Regierungszeit |
| ---------------------------------------------------------------------- | -------------- | -------------- |
| Unabhängigkeit von der Tughluq-Dynastie des Sultanats von Delhi (1394) |                |                |
| Khwajah-i-Jahan Malik-us-Sharq Atabeg-i-Azam                           | Malik Sarwar   | 1394–1399      |
| Mubarak Shah                                                           | Malik Qaranfal | 1399–1402      |
| Shams-ud-Din Ibrahim Shah                                              | Ibrahim Khan   | 1402–1440      |
| Nasir-ud-Din Mahmud Shah                                               | Mahmud Khan    | 1440–1457      |
| Muhammad Shah                                                          | Bhi Khan       | 1457–1458      |
| Hussain Shah                                                           | Hussain Khan   | 1458–1479      |
| Rückfall an das Sultanat von Delhi unter der Lodi-Dynastie (1479)      |                |                |